# Niklaus Meyer
Niklaus Meyer (* 1834 in Oberwil bei Büren; † 1. Juli 1922 in Biel/Bienne) war von 1893 bis 1898 der erste Stadtpräsident der Stadt Biel im Schweizer Kanton Bern.
Meyer war der Sohn eines Schreiners und absolvierte nach seiner Schulausbildung eine Bäckerlehre. Danach arbeitete er in Büren an der Aare für einen Notar und begann eine kaufmännische Lehre bei dem Graveur und Fotografen Jakob Häuselmann. Ab 1865 stand er im Dienst der Einwohnergemeinde Biel, zunächst als Polizeisekretär und 1874 als Gemeinderatspräsident. 1875 wurde er Zivilstandsbeamter. In diesen Jahren liess er sich von dem Architekten Louis-Frédéric de Rutté an der Rüschlistrasse 9 sein Wohnhaus bauen.
1884 wurde er zum Grossrat gewählt. 1893 wurde er unter dem neuen Gemeindereglement vollamtlicher Stadtpräsident. Dieses Amt hatte er inne, bis er 1898 wegen eines Augenleidens zurücktrat. In die Amtszeit Meyers fallen die Ausbaumassnahmen am Schüsskanal – in dieser Zeit war Meyer Präsident der Schwellenkommission – sowie der Ausbau der Abwasserkanalisation. Ausserdem wurde das Schlachthaus errichtet.

## Belege
- David Gaffino: Bieler Geschichte. Band 2. hier+jetzt, Verlag für Kultur und Geschichte, Baden AG 2013, ISBN 978-3-03919-289-2, S. 742.
- Werner und Marcus Bourquin: Biel Stadtgeschichtliches Lexikon. Büro Cortesi Biel, Biel/Bienne 1999, ISBN 3-906140-40-7, S. 262.

| Personendaten    | Personendaten        |
| ---------------- | -------------------- |
| NAME             | Meyer, Niklaus       |
| KURZBESCHREIBUNG | Stadtpräsident Biels |
| GEBURTSDATUM     | 1834                 |
| GEBURTSORT       | Oberwil bei Büren    |
| STERBEDATUM      | 1. Juli 1922         |
| STERBEORT        | Biel/Bienne          |